# ルイジアード諸島

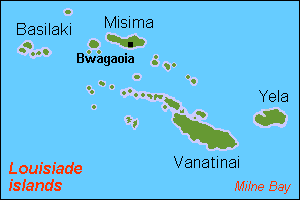
ルイジアード諸島

ルイジアード諸島（英語: Louisiade Archipelago）は、ニューギニア島の南東200キロメートルに位置する諸島。北はソロモン海、南は珊瑚海の26,000 km²の海域に広がる。行政上はパプアニューギニアのミルン湾州に所属する。
タグラ島、ミシマ島、ロッセル島などの周辺をサンゴ礁で囲まれた火山島と、サンゴ礁で形成された小さな島々からなる。亜熱帯気候に属し、大部分は熱帯雨林である。総面積は約1,800km2、人口は約47,000人（2014年）。
住民はメラネシア系のパプア人。
主な食料源は、サツマイモ、タロイモ、水産物で、商品作物はココヤシ。
1606年にルイス・バーエス・デ・トーレスが来航し、1768年にルイ・アントワーヌ・ド・ブーガンヴィルが来航、ルイ15世に因んでルイジアード諸島と命名された。第二次世界大戦中の1942年に周辺海域で珊瑚海海戦が行われた。